# 디외도네 환
군 스킴 이론에서, 디외도네 환(영어: Dieudonné ring)은 군 스킴의 분류에 사용되는 환이다. 디외도네 환 위의 특정 가군들의 범주는 특정 군 스킴들의 범주의 반대 범주와 동치이다.

## 정의
표수 {\displaystyle p>0}의 완전체 {\displaystyle K} 위의 {\displaystyle p}-비트 벡터 환 {\displaystyle \operatorname {WittVector} _{p}(K)}을 생각하자. {\displaystyle K}의 디외도네 환 {\displaystyle \operatorname {Dieu} (K)}은 {\displaystyle \operatorname {WittVector} _{p}(K)}와 두 형식적 변수 {\displaystyle F}, {\displaystyle V}로 생성되며, 다음 관계들을 만족시키는 환이다.
- {\displaystyle FV=VF=p}
- {\displaystyle Fw=\sigma (w)F\qquad \forall w\in \operatorname {WittVector} _{p}(K)}
- {\displaystyle wV=V\sigma (w)\qquad \forall w\in \operatorname {WittVector} _{p}(K)}

여기서
{\displaystyle \sigma \colon \operatorname {WittVector} _{p}(K)\to \operatorname {WittVector} _{p}(K)}
{\displaystyle \sigma \colon (w_{0},w_{1},w_{2},\dots )\mapsto (w_{0}^{p},w_{1}^{p},w_{2}^{p},\dots )}
는 {\displaystyle K}의 프로베니우스 자기 동형에 의하여 생성되는 {\displaystyle p}-비트 벡터 환의 자기 동형이다.

## 성질

### 비트 환 위의 작용
표수 {\displaystyle p>0}의 완전체 {\displaystyle K} 위의 디외도네 군 {\displaystyle \operatorname {Dieu} (K)}는 {\displaystyle p}진 비트 벡터 환 {\displaystyle \operatorname {WittVector} _{p}(K)} 위에 다음과 같이 작용한다.
- {\displaystyle V\colon (a_{1},a_{p},a_{p^{2}},\dots ,a_{p^{n}})\mapsto (a_{1},a_{p},a_{p^{2}},\dots )}는 비트 벡터 위의 베르시붕(독일어: Verschiebung)이다.
- {\displaystyle F\colon (a_{1},a_{p},a_{p^{2}},\dots )\mapsto (a_{1}^{p},a_{p}^{2},a_{p^{2}},\dots )}는 프로베니우스 사상이다.

### 디외도네 이론
양의 표수의 완전체 {\displaystyle K}에 대하여, 다음 두 범주 사이에 범주의 동치가 존재한다.
{\displaystyle {\mathcal {C}}\simeq {\mathcal {D}}^{\operatorname {op} }}
여기서
- {\displaystyle {\mathcal {C}}}는 {\displaystyle K}-군 스킴 {\displaystyle G\to \operatorname {Spec} K}가운데, 스킴 사상으로서 유한 사상이며, 아벨 군 스킴이며, 또 p-군인 것들의 아벨 범주이다.
- {\displaystyle {\mathcal {D}}}는 디외도네 환 위의 왼쪽 가군 가운데, {\displaystyle \operatorname {WittVector} _{p}(K)}-가군으로서 길이가 유한한 것들의 아벨 범주이다.

구체적으로, 군 스킴 {\displaystyle G\in {\mathcal {C}}}가 주어졌다고 하자. 그렇다면, 이에 대응하는 디외도네 환 위의 가군 {\displaystyle D(G)}를 다음과 같이 정의할 수 있다.
{\displaystyle D(G)=\varinjlim _{n\to \infty }\hom(G,\mathbb {W} _{p,n}(K))}
여기서 {\displaystyle \mathbb {W} _{p,n}(K)}는 길이 {\displaystyle n}의 {\displaystyle p}-비트 벡터의 군 스킴이며, 위의 귀납적 극한은 포함 사상
{\displaystyle \mathbb {W} _{p,n}(K)\to \mathbb {W} _{p,n+1}(K)}
을 통해 취한 것이다. 이는 디외도네 군의 비트 환 위의 작용에 의하여 왼쪽 디외도네 가군을 이룬다.
이 대응 사상 아래 다음이 성립한다. {\displaystyle G}에 대응하는 디외도네 가군이 {\displaystyle M}이라면,
{\displaystyle |G|=p^{\operatorname {length} _{W}M}}
여기서 좌변은 {\displaystyle G}의 원소의 수이며, 우변은 가군의 길이이다.